# Маргинални трошак
Маргинални или гранични трошак (MC) у економији и финансијама, представља промену укупног трошка до које долази са производњом додатне јединице производа. Израчунава се помоћу формуле:
{\displaystyle MC={\frac {dTC}{dQ}}}
У математичком погледу гранични трошак представља први извод функције укупног трошка.
Поједностављено, ако су укупни трошкови производње три прозора 9000 динара, а укупни трошкови производње четири прозора 10000 динара, гранични трошак производње четвртог прозора ће бити 1000 динара.
Његов обим варира током производње. На маргинални трошак не утиче промена фиксних трошкова, већ је везан за промену варијабилних трошкова.
Докле год је маргинални трошак додатне јединице производње нижи од просечног трошка (AC) на датом нивоу производње, нова вредност просечног трошка (проширене производње) ће опадати. Када износ маргиналног трошка наредне јединице премаши износ просечног трошка, просечни трошак рачунат укључивањем додатног производа ће се увећати. Када се маргинални трошак и просечни трошак изједначе, просечни трошкови су достигли минимум.
Он је веома важан фактор у процесу доношења одлуке о обиму производње. Субјекат ће остваривати добит докле год је маргинални приход (MR) већи од маргиналног трошка. А максималну добит ће остварити на оном обиму производње на ком се маргинални трошак и маргинални приход изједначавају. Ако произведе мање, маргинални приход ће бити већи од маргиналног трошка, па пропушта прилику да повећа добит. Ако произведе више, маргинални приход ће бити мањи од маргиналног трошка, те ће га додатна јединица производа коштати више него што доноси прихода.

## Пример
Пример кретања вредности маргиналног трошка приликом повећања производње.
| Q (количина)           | 0 производа | 1 производ | 2 производа | 3 производа | 4 производа | 5 производа | 6 производа |
| ---------------------- | ----------- | ---------- | ----------- | ----------- | ----------- | ----------- | ----------- |
| MC (маргинални трошак) | -           | -          | 20          | 14          | 6           | 4           | 6           |

Приликом анализе датих податак уочљиво је да је цена производње првог производа 20 новчаних јединица, док трошак додатног производа износи 14 новчаних јединица. Маргинални трошак за следећа два производа се смањује и износи 6 и 4. Међутим са наставком повећавања производње, постепено се повећава и маргинални трошак. До овога долази због тога што избором адекватне технике и технологије и њиховим оптималним спојем са осталим факторима производње долази до изражаја дејство растућих приноса фактора, а после сатурације почиње дејство опадајућих приноса фактора.